# دوین، بلغارستان
دوین شهرکی در استان اسمولیان کشور بلغارستان است که جمعیت آن در سال ۲۰۰۱ میلادی ۷٬۴۸۵ نفر بوده‌است.